# Epiperipatus evansi
Epiperipatus evansi är en klomaskart som först beskrevs av Eugène Louis Bouvier 1904.  Epiperipatus evansi ingår i släktet Epiperipatus och familjen Peripatidae. Inga underarter finns listade i Catalogue of Life.